# Heritiera longipetiolata
Heritiera longipetiolata là một loài thực vật có hoa thuộc họ Malvaceae (hoặc Sterculiaceae).
Loài này có ở Guam, quần đảo Northern Mariana, và có thể cả Micronesia.
Chúng hiện đang bị đe dọa vì mất môi trường sống.